# Slivoň vykrajovaná

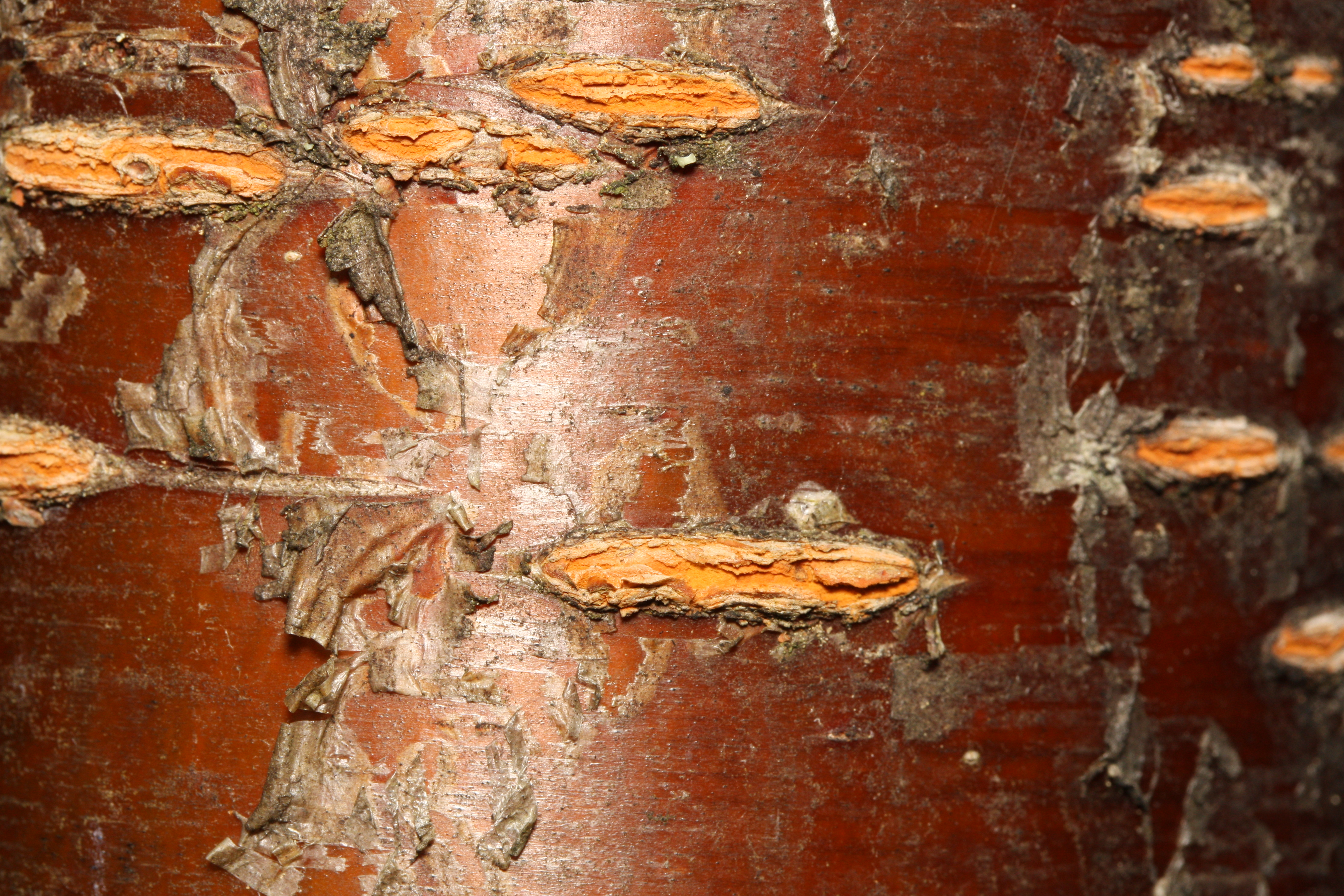
Kmen s lenticelami

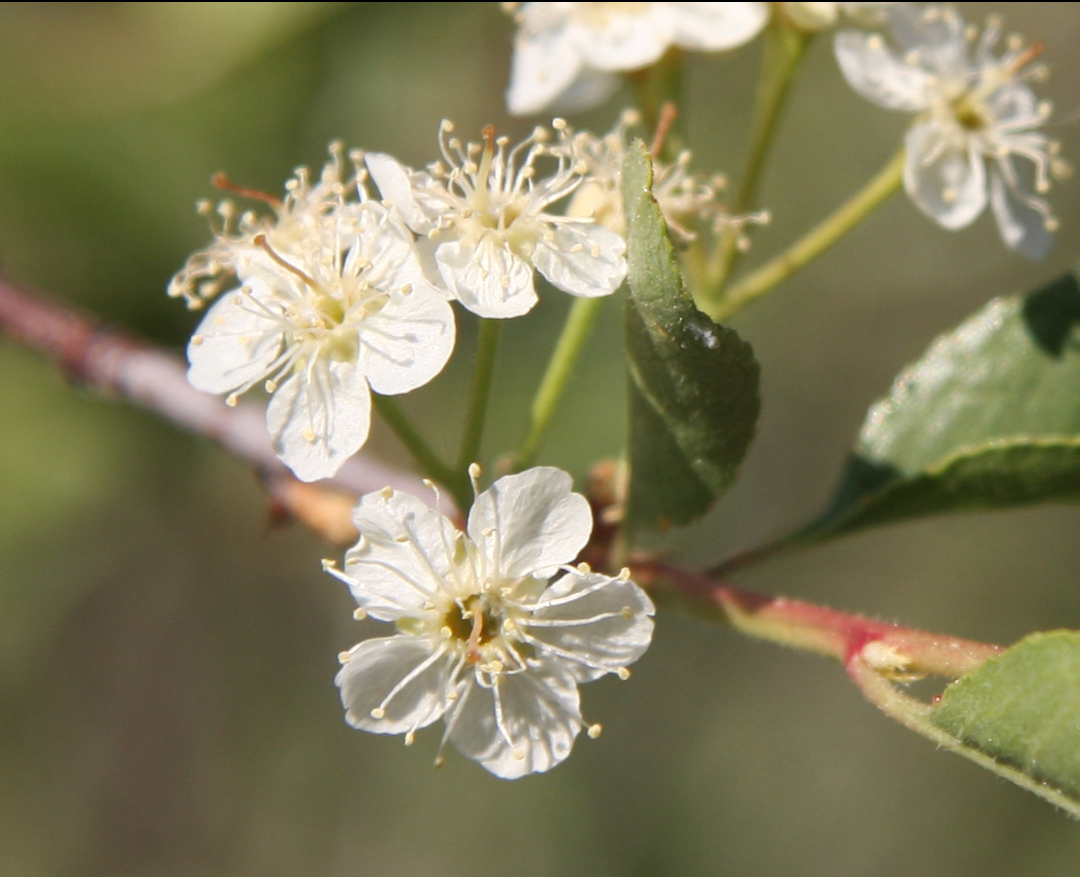
Květy

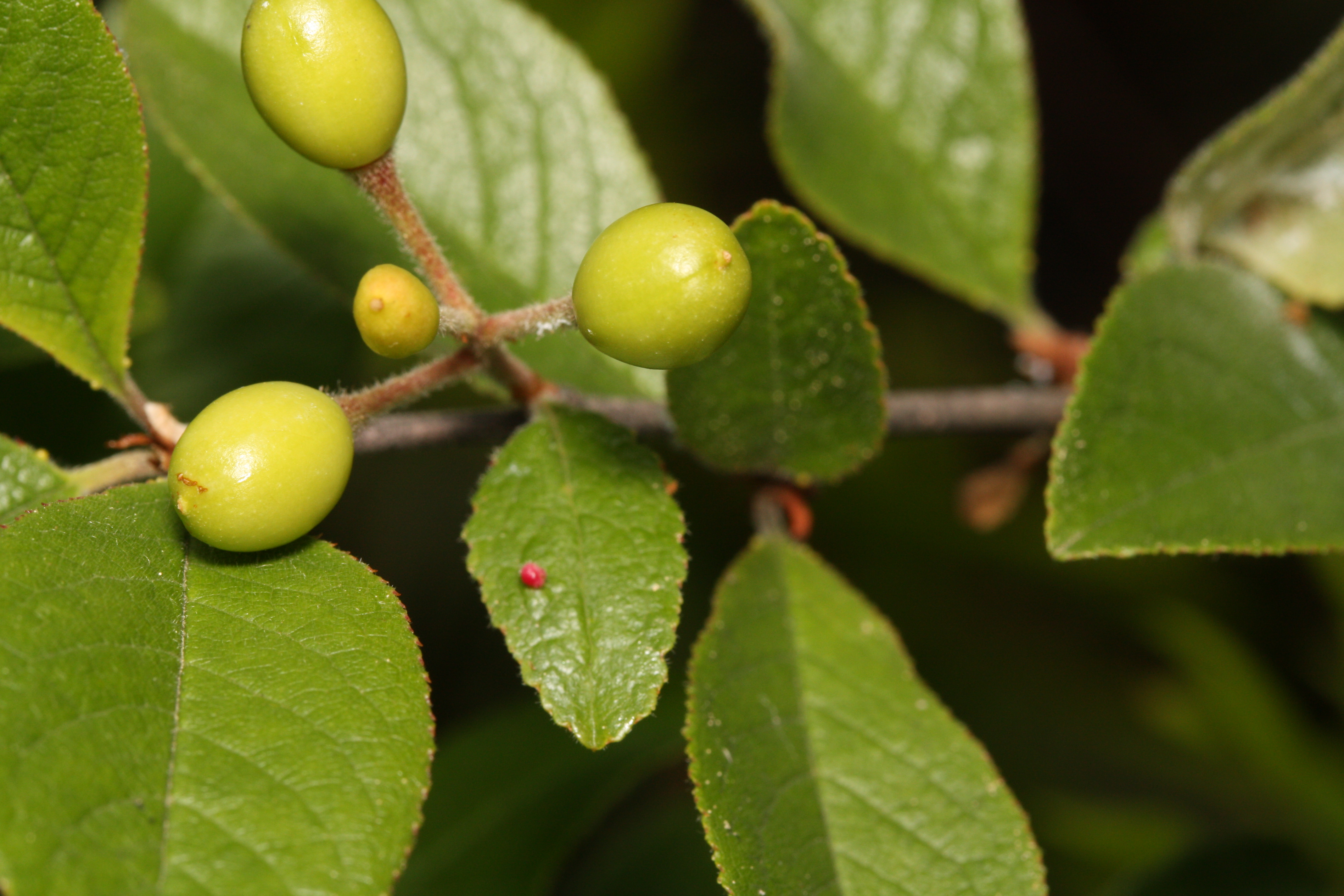
Listy a nezralé plody

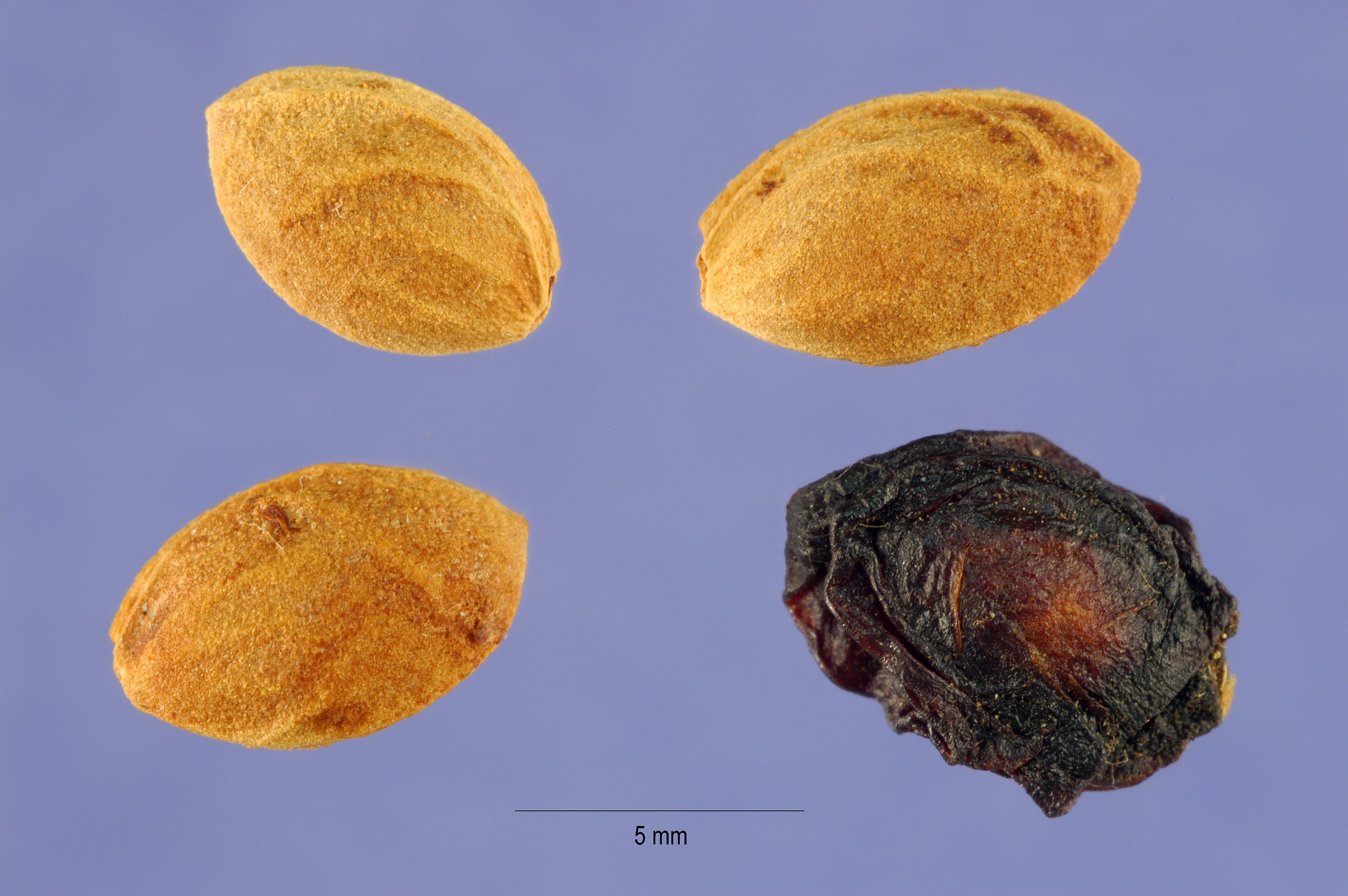
Semena (pecky)

Slivoň vykrajovaná (Prunus emarginata) je nevysoká, původem severoamerická dřevina rostoucí v západní části kontinentu. Je druhem ze širokého rodu slivoň a její užitné vlastnosti nejlépe vystihuje anglické pojmenování "bitter cherry",plody jsou podobné třešním, ale pro svou hořkost jsou lidmi nepoživatelné.
Roste v Kanadě v Britské Kolumbii a dále jižním směrem ve Spojených státech amerických ve státech Washington, Montana, Oregon, Idaho, Wyoming, Kalifornie, Nevada, Utah, Arizona a Nové Mexiko.

## Ekologie
Dřevina upřednostňuje vlhkou, ale dobře odvodněnou půdu, která může být písčitá, hlinitá i jílovitá, kyselá, neutrální i zásaditá. Potřebuje k růstu dobře osluněné stanoviště, ve stínu málo kvete a plodí, nesnáší zastínění vyššími stromy. Roste ve vlhkých lesích, na pastvinách i ladem ležících plochách podél potoků a mokřadů. Často vyrůstá v chladném podhůří až do nadmořské výšky 1600 m.
Květy na jaře rozkvétají, až když jsou listy asi v polovině vývoje, konkrétní doba závisí na geografické poloze místa a jeho nadmořské výšce i zeměpisné šířce. Obecně se uvádí, že kvete v dubnu a květnu a plody dozrávají od srpna do září. Za maximální věk stromu je považováno stáří 40 roků.

## Popis
Nevysoký strom dorůstající do výšky okolo 5 m, někdy je vícekmenný a občas roste jako keř. Strom má krátký, blízko u země zavětvený kmen a šikmo vystoupavé základní větve dávající základ rozsochaté koruně, starší jedinci mají kmen s červenohnědou nebo našedlou kůrou s vodorovnými lenticelami. Keř bývá vysoký asi 3 m, mívá větve do široka rozložité a má široce polokulovitý tvar, často vytváří husté houštiny. Stromy rostoucí na stále vlhké a výživné půdě mohou dorůst ojediněle až do výšky 15 m. Zprvu chlupaté a později lysé letorosty mají špičaté pupeny, z kterých střídavě vyrůstají jednoduché listy s asi 1 cm dlouhými řapíky. Listové čepele jsou eliptické, podlouhle obvejčité až kopinaté, od 2 do 6 cm dlouhé a 1 až 3 cm široké, na koncích zaoblené, zahrocené nebo mírně vykrojené, po obvodě drobně pilovité a obvykle oboustranně lysé.
Bílé, jemně vonící květy, asi 1 cm velké, vyrůstají na stopkách po šesti až dvanácti v chocholících nebo hroznech. Jsou oboupohlavné, pětičetné, mají obkonickou češuli, zelené kališní lístky jsou podlouhlé, ohnuté a okolo 2 mm dlouhé. Bílé, miskovitě rozložené korunní lístky jsou eliptické až vejčité a přibližně 6 mm dlouhé. Květy mají větší počet tyčinek (kolem dvaceti) s volnými nitkami a svrchní semeník. Opylovány jsou létajícím hmyzem.
Plody jsou kulovité nebo mírně vejčité, asi 1 cm velké, jasně červené až fialové, dužnaté bobule s jedním semenem, peckou. Vzhledově připomínají třešně, lidmi však nejsou poživatelné, jejich dužina je svíravě hořká. Konzumují je mnozí ptáci, drobní savci i jeleni a medvědi, kteří se tím starají o roznášení semen po okolí.

## Rozmnožování
Dřevina nemá hluboko sahající hlavní kořen, ale její kořeny se poměrně plytce rozrůstají až do vzdálenosti 15 m. Přitom ze spících pupenů vypouštějí výhonky a zakládají tak nové rostliny, obdobně se chovají při poškození kořenů. Při potřebě rozmnožovat slivoň vykrajovanou se doporučuje sázet řízky z měkkého dřeva počátkem léta nebo z polovyzrálého dřeva s patkou starého dřeva koncem léta, kde by do roku měly zakořenit. Semena před vysetím nutno pro zvýšení klíčivosti stratifikovat ve vlhku při teplotě +4 °C asi po dobu třech měsíců, vyklíčí pak asi za osmnáct měsíců. V zemi mohou semena zůstat životaschopná i pět let.

## Význam
Dřevo je poměrně měkké a křehké, dobře se opracovává a leští, v minulosti se používalo k výrobě nábytku. Je hodnoceno jako vynikající palivo. Kůra stromů se dá loupat ve vodorovných pásech, v čerstvém stavu je měkká a pružná, po vyschnuti ztvrdne a zpevní se. Sloužila k výrobě vodě odolných košů, rohoží, lan a nahrazovala lýko při spojování dřevěných součástí, byla používána i jako obvaz na otevřené rány, otoky a zlomeniny. Plody jsou potravou pro mnohé živočichy, hlavně pro ptáky.